# 第三新浪
第三新浪股份有限公司(英文: THIRDWAVE CORPORATION)、是「DOSPARA」的商號並且是在日本全國展開電腦專賣連鎖店的企業。同時也是株式會社THIRD WAVE控股公司的子公司、營運網路商店上海問屋的株式會社EVERGREEN(企業)、從手機的資料清除、二手手機的交易、收購以至循環利用液晶的銷售等的REPRO電子 (企業)株式會社都是第三新浪集團的系列企業。
THIRDWAVE EXCHANGE CORPORATION(janpara)、於成立當初原本是作為第三新浪公司內的風險投資公司而開始、不過現在為獨立公司。

## 概要
在1984年創業的當時、於秋葉原的巷子裏成立了一間小型店面、銷售著海外廠商的電腦產品。1992年時、在IBM PC兼容機的普及之下則是以當時不容易取得的海外進口PC零件為中心來銷售、在那之後、也將店名取為「DOS/V Paradise」。當開始走向全國展開連鎖店後、於2003年時將店名改為「DOSPARA」。至今、其作為電腦專賣店在日本也算是屈指可數的大公司之一。

## 主要事業

### 電腦銷售事業
以自家產品的電腦「Prime」為中心加上電腦零件以及周邊機器於日本全國的「DOSPARA」門市以及網路購物來銷售。特別是擁有像是線上遊戲取向的「Prime Galleria(格雷力)」及映像・DTM製作者取向的「Prime Raytrek」、DAW專用電腦的「digistrema 」等重度電腦使用者之規格的產品也是其特徵。
主機板的話是以性價比較高的富士康及獨特產品居多的華擎科技為主、視訊卡的話則是以海外著名且性價比高的Palit等、就像是電腦零件進口商社的老店一樣於店頭擺滿了核心商品、以其為目的而來的客人也相當的多。

### 企業用戶事業
作為硬體的解決方案供應商、販售有適合企業用的伺服器、計算機工作站(Workstation)等產品。以客製化(B.T.O.=Build To Order=接單生產)為中心、進行就連大廠硬體供應商都不願對應的1台到PC・伺服器的規格之企劃等的營業活動。像是販售CentOS及Debian等可以保障Linux的動作環境之伺服器及規格的個別需要之電腦等、其技術力的高低就算是在業界內也是有一定的評價。
在近年的話、由於數據中心取向之消費電力優良的產品及適合大学・研究所取向而採用CUDA技術之產品等的開發、針對某些特定業界增強了產品的技術。

#### 門市
在日本全國的主要都市展開。2011年4月的現在、共展開23間門市。

## 企業沿革
- 1984年 - 以銷售電腦相關設備為主要目的成立公司。資本金500萬日元。

在秋葉原電器街開設電腦專賣店。 
- 1988年 - 開始電腦租賃業務。
- 1992年 - 開始使用“DOS/V Paradise”的店名銷售DOS/V電腦。
- 1993年 - “DOS/V Paradise”開始走向全國(秋葉原、大阪等)。
- 1994年 - 開始在聯營公司開設收購和販賣二手電腦的門市。
- 1998年 - 在秋葉原、大阪、名古屋等主要門市開始郵購服務。
- 2000年 - “DOS/V Paradise”的全國門市增至24家。將郵購服務合併，開始網路銷售服務。設立法人事業部，在東京、大阪兩個地區拓展業務。
- 2003年 - 店名由“DOS/V Paradise”改為“Dospara”。
- 2004年 - 在名古屋地區開設法人事業部門，全國業務範圍拓展至3個地區。
- 2007年 - “Dospara”全國門市數量達到34家。
- 2008年 - 實行集團控股化。[1]
- 2009年 - 成立日商第三新浪科技台灣分公司(台灣分店：台北市)。
- 2010年 - 通過門市的擴大重建，將臨近的門市合併、全國門市總計有23家。
- 2011年 - 在秋葉原開設日本規模最大的電腦零件專賣店“Dospara零件館”。[2]

## 活動代言人
- 田中千繪
- Primavera
- 古谷徹

## 台灣分公司
第三新浪於2009年5月成立台灣分公司，基本上與日本同樣展開「DOSPARA」品牌的實體商店1間與網路購物中心，銷售的主力為「Galleria(中文標記：格雷力)」PC，並沒有販售「Prime」品牌的PC。筆記型PC除了「格雷力」品牌以外，也還追加了以微星科技製品為首的其它公司產品。並且不只成為與eSports相關的贊助商，還販售許多與電子競技相關周邊商品等在市場上，可以看得出來是與日本的不同。2011年11月，第三新浪台灣分公司將DOSPARA實體商店轉移遷至台北市內湖區的Costco及大潤發等諸多大型購物商場林立的區域附近，並將光華商場八德路上的店面關閉。

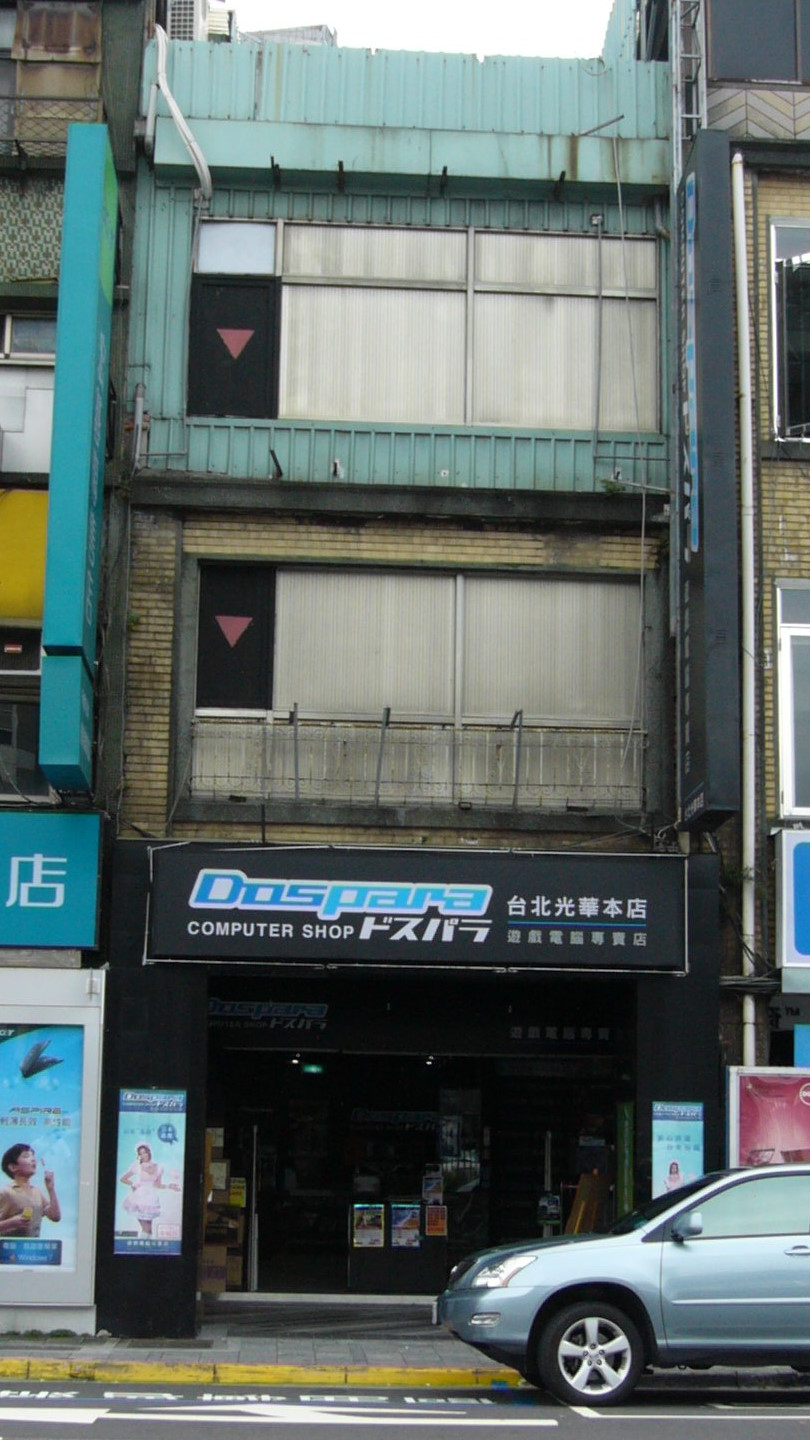
DOSPARA台北光華本店

- 2009年5月　第三新浪於台北市成立台灣分公司，全名「日商第三新浪科技股份有限公司台灣分公司」。
- 2009年7月　第三新浪台灣分公司開設網購中心。
- 2009年10月　第三新浪台灣分公司成為2009年SpecialForce世界大賽官方贊助商。2009年SpecialForce世界大賽官方指定該公司的品牌「格雷力」為官方競技專用機。
- 2009年11月　第三新浪台灣分公司與台灣網咖連鎖店「哈哈活力站」所經營的網咖「DOSPARA格雷力旗艦館」在台北市士林區哈哈活力站士林銀座店開幕。第三新浪台灣分公司於台北市八德路一段實體店面「DOSPARA台北光華本店」（臺北市中正區八德路一段90號）開店。李毓芬擔任「DOSPARA格雷力旗艦館」及「DOSPARA台北光華本店」廣告代言人。
- 2010年3月　第三新浪台灣分公司成為台灣電子競技聯盟TeSL2010年季賽官方贊助商、以及指定為官方競技專用機。
- 2010年5月　線上對戰職業聯盟「SOC電子競技職業聯盟 CS1.6 DOSPARA格雷力盃」開賽。
- 2011年1月　第三新浪台灣分公司得到日本有力遊戲情報網站「4Gamer.net」的協助，在台灣設立台灣取向PC玩家情報網站「DOSPARA forGamer」（forgamer.dospara.com.tw，已廢止）。
- 2011年3月　第三新浪台灣分公司成為台灣電子競技聯盟TeSL2011年季賽官方贊助商、以及指定為官方競技專用機。
- 2011年8月　第三新浪台灣分公司成為台灣電子競技聯盟TeSL2011～2012年季賽官方贊助商、以及指定為官方競技專用機。
- 2011年11月　第三新浪台灣分公司於台北市內湖區民善街開幕大型商店「DOSPARA台北旗艦店」，同時「DOSPARA台北光華本店」關閉。
- 2012年7月16日　格雷力全系列桌上型電腦由「電腦宅急修資訊服務聯盟」繼續提供售後服務，格雷力全系列筆記型電腦由「天獅工作室股份有限公司」繼續提供售後服務。
- 2012年7月20日　DOSPARA實體商店結束營業。
- 2012年7月底　第三新浪台灣分公司正式歇業。

### 格雷力官方推薦機
- 特種部隊Online(Special Force)

　2009年台北開催「2009SFOnline世界盃」競技機
- 英雄聯盟(League of Legends)
- 三國群英傳2
- 全民打棒球
- 神魔Online(Forsaken World)
- 王者之剣(Granado Espada)
- Q群仙傳
- 守護之星PriusOnline

### 贊助電競職業團隊
- 華義Spider
- 桃園噴射機
- 樂陞鋼鐵人

### 台灣活動代言人
- 李毓芬
- 桃園噴射機
- 樂陞鋼鐵人

## 外部連結
- 日商第三新浪科技股份有限公司 （页面存档备份，存于）
- DOSPARA （页面存档备份，存于）
- 日商第三新浪科技股份有限公司法人事業部 （页面存档备份，存于）
- DOSPARA台灣
- EVERGREEN
- 上海問屋
- クッココム （页面存档备份，存于）
- すきま時間屋
- REPRO電子 （页面存档备份，存于）